# كارلتون ديفيدسون
كارلتون ديفيدسون (بالإنجليزية: Carlton Davidson)‏ هو سياسي أمريكي، ولد في 26 يونيو 1905 في أوهايو في الولايات المتحدة، وتوفي في 20 يوليو 1984 في أيرنتون في الولايات المتحدة. حزبياً، نشط في الحزب الجمهوري. وقد انتخب عضو مجلس نواب أوهايو.